# プラット郡 (ネブラスカ州)
座標: 北緯41度57分 西経97度53分 / 北緯41.950度 西経97.883度
プラット郡（英: Platte County）は、アメリカ合衆国のネブラスカ州にある郡。人口は31,662人（2000年）で、郡庁所在地はコロンバス (Columbus)。
ネブラスカ州のナンバープレートで、プラット郡の車両は最初の数字が10になっている。これは1922年にナンバープレートの制度を確立した際、プラット郡の車両登録台数が州内の郡のなかで10番目に多かったからである。

## 地理
アメリカ合衆国国勢調査局によると、この郡は総面積1,785 km2 (689 mi2) である。このうち1,756 km2 (678 mi2)が陸地で、29 km2 (11 mi2) が川や湖などの水地域である。総面積のうちの1.60%が水地域となっている。

### 隣接する郡
- マディソン郡（北）
- スタントン郡（北東）
- コルファクス郡（東）
- バトラー郡（南東）
- ポーク郡（南）
- メリック郡（南）
- ナンス郡（南西）
- ブーン郡（西）

## 人口動静

2000年国勢調査時の郡の人口ピラミッド

2000年国勢調査によると、プラット郡には31,662人、12,076世帯、及び8,465家族が暮らしている。人口密度は18/km2 (47/mi2) で、7/km2 (19/mi2) の平均的な密度に12,916軒の住居が建っている。この郡の人種の構成は白人94.29%、黒人（アフリカ系アメリカ人）0.35%、先住民0.28%、アジア系0.40%、太平洋諸島系0.03%、その他の人種3.49%、及び混血1.15%で、6.54%の人々がヒスパニックまたはラテン系である。
プラット郡に住む12,076世帯のうち、36.10%は18歳未満の子どもと暮らしており、59.20%は夫婦で生活している。7.60%は未婚の女性が世帯主であり、29.90%は家族以外の住人と同居している。25.90%は独居で、全世帯の11.40%は65歳以上の独居老人世帯である。1世帯あたりの平均人数は2.59人であり、家庭の場合は3.14人である。
郡の住民は29.00%が18歳未満の子どもで、18歳以上24歳以下が8.10%、25歳以上44歳以下が27.50%、45歳以上64歳以下が21.60%、および65歳以上が13.80%となっている。平均年齢は36歳である。女性100人に対して男性は98.40人いて、18歳以上の女性100人に対しては男性は95.60人いる。
郡の世帯ごとの平均収入は39,359米ドルで、家族ごとでは47,776米ドルである。男性の30,672米ドルに対して女性は21,842米ドルの平均的な収入がある。この郡の一人当たりの収入 (per capita income) は18,064米ドルである。総人口の7.70%、家族の5.40%は貧困線以下である。18歳未満の子どもの9.00%及び65歳以上の6.80%は貧困線以下の生活を送っている。

## 都市および村

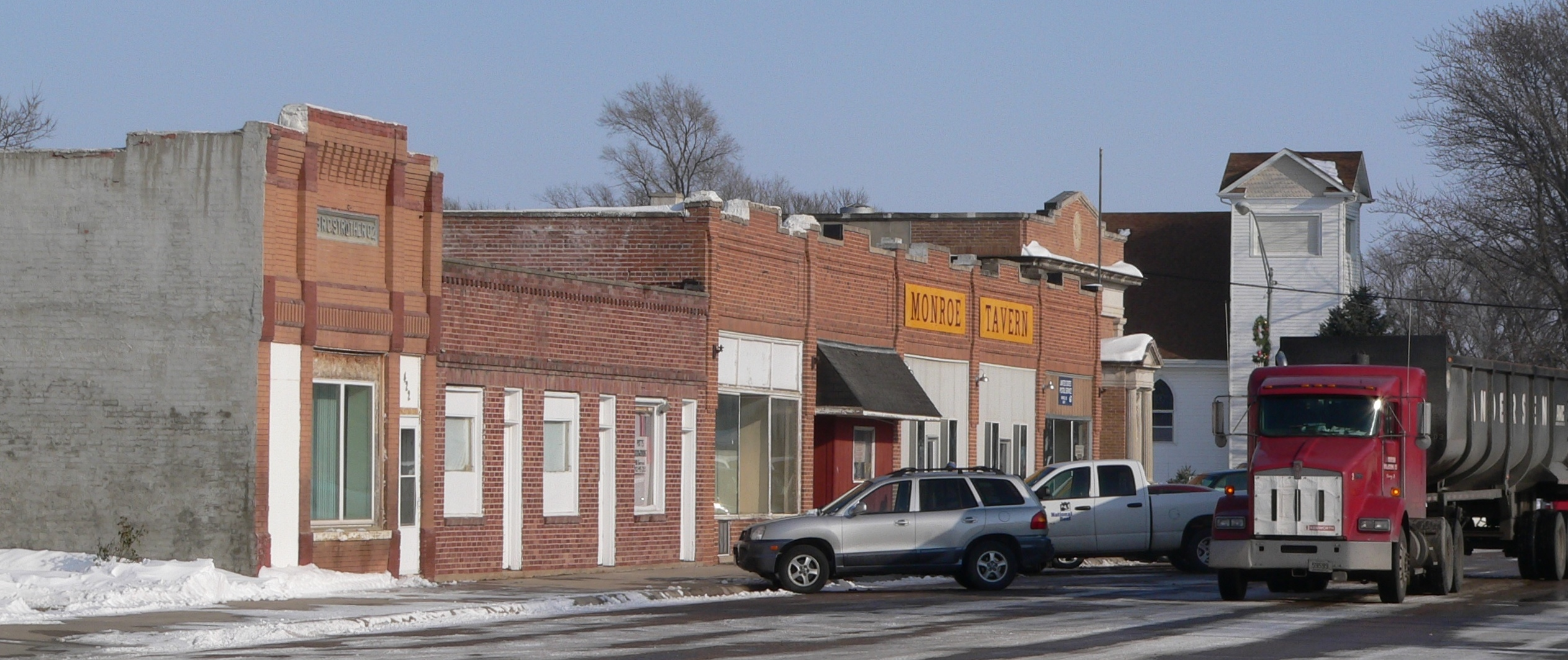
モンローのダウンタウン
（2009年）

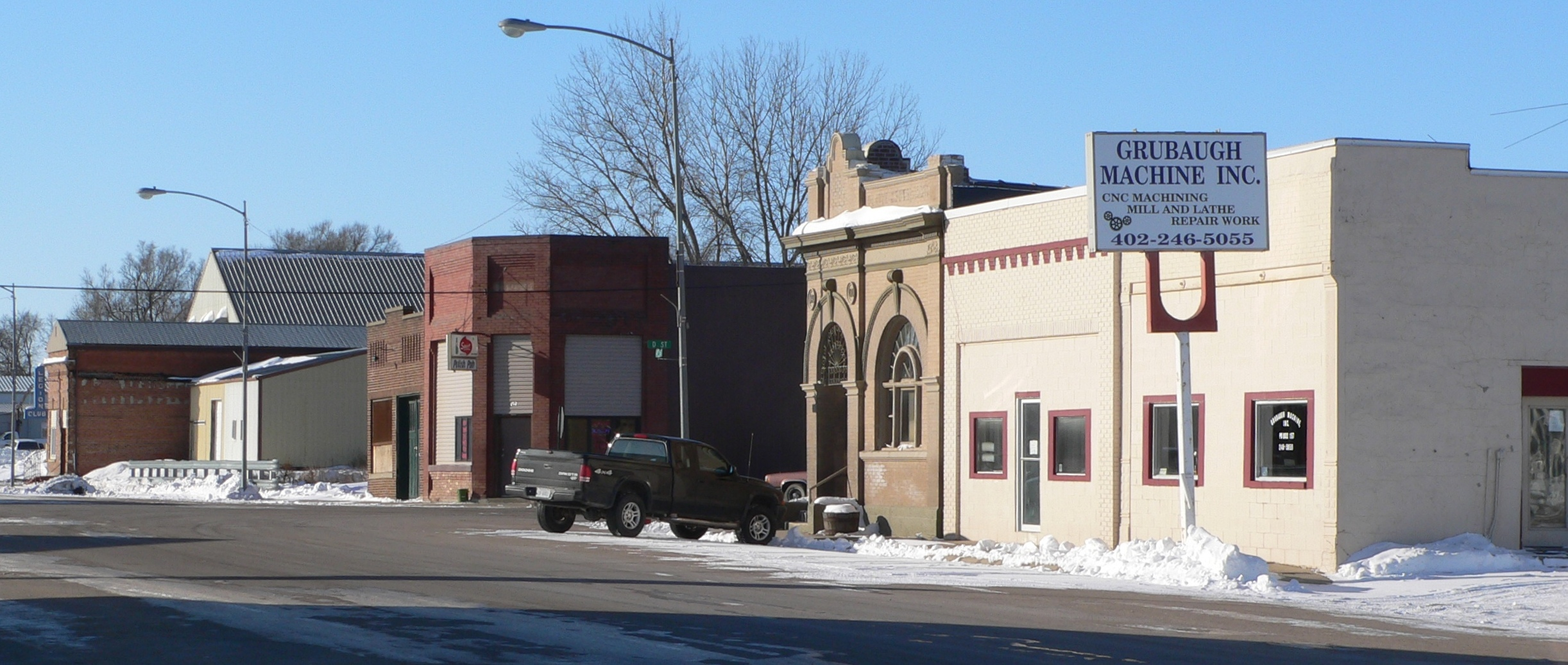
プラット・センターのダウンタウン（2009年）

- コロンバス（郡庁所在地）
- コーンリー (en:Cornlea, Nebraska)
- クレストン (en:Creston, Nebraska)
- ダンカン (en:Duncan, Nebraska)
- ハンフリー (en:Humphrey, Nebraska)
- リンジー (en:Lindsay, Nebraska)
- モンロー (en:Monroe, Nebraska)
- ニューマン・グローブ (en:Newman Grove, Nebraska)
- プラット・センター (en:Platte Center, Nebraska)
- ターノブ (en:Tarnov, Nebraska)

## 郡区
- ビスマーク (en:Bismark Township, Platte County, Nebraska)
- バロウズ (en:Burrows Township, Platte County, Nebraska)
- バトラー (en:Butler Township, Platte County, Nebraska)
- コロンバス (en:Columbus Township, Platte County, Nebraska)
- クレストン (en:Creston Township, Platte County, Nebraska)
- グランド・プレーリー (en:Grand Prairie Township, Platte County, Nebraska)
- グランヴィル (en:Granville Township, Platte County, Nebraska)
- ハンフリー (en:Humphrey Township, Platte County, Nebraska)
- ジョリエット (en:Joliet Township, Platte County, Nebraska)
- ロスト・クリーク (en:Lost Creek Township, Platte County, Nebraska)
- ループ (en:Loup Township, Platte County, Nebraska)
- モンロー (en:Monroe Township, Platte County, Nebraska)
- オコニー (en:Oconee Township, Platte County, Nebraska)
- セント・バーナード (en:St. Bernard Township, Platte County, Nebraska)
- シェル・クリーク (en:Shell Creek Township, Platte County, Nebraska)
- シャーマン (en:Sherman Township, Platte County, Nebraska)
- ウォーカー (en:Walker Township, Platte County, Nebraska)
- ウッドヴィル (en:Woodville Township, Platte County, Nebraska)